# Bande dessinée franco-belge
Vous pouvez aider à l'améliorer ou bien discuter des problèmes sur sa page de discussion.
- Il ne cite pas suffisamment ses sources. Vous pouvez indiquer les passages à sourcer avec {{référence nécessaire}} ou {{Référence souhaitée}}, et inclure les références utiles en les liant aux notes de bas de page. (Marqué depuis juin 2015)
- Il doit être recyclé. La réorganisation et la clarification du contenu sont nécessaires. (Marqué depuis février 2016)

- Archive Wikiwix
- Bing
- Cairn
- DuckDuckGo
- E. Universalis
- Gallica
- Google
- G. Books
- G. News
- G. Scholar
- Persée
- Qwant
- (zh) Baidu
- (ru) Yandex
- (wd) trouver des œuvres sur Wikidata

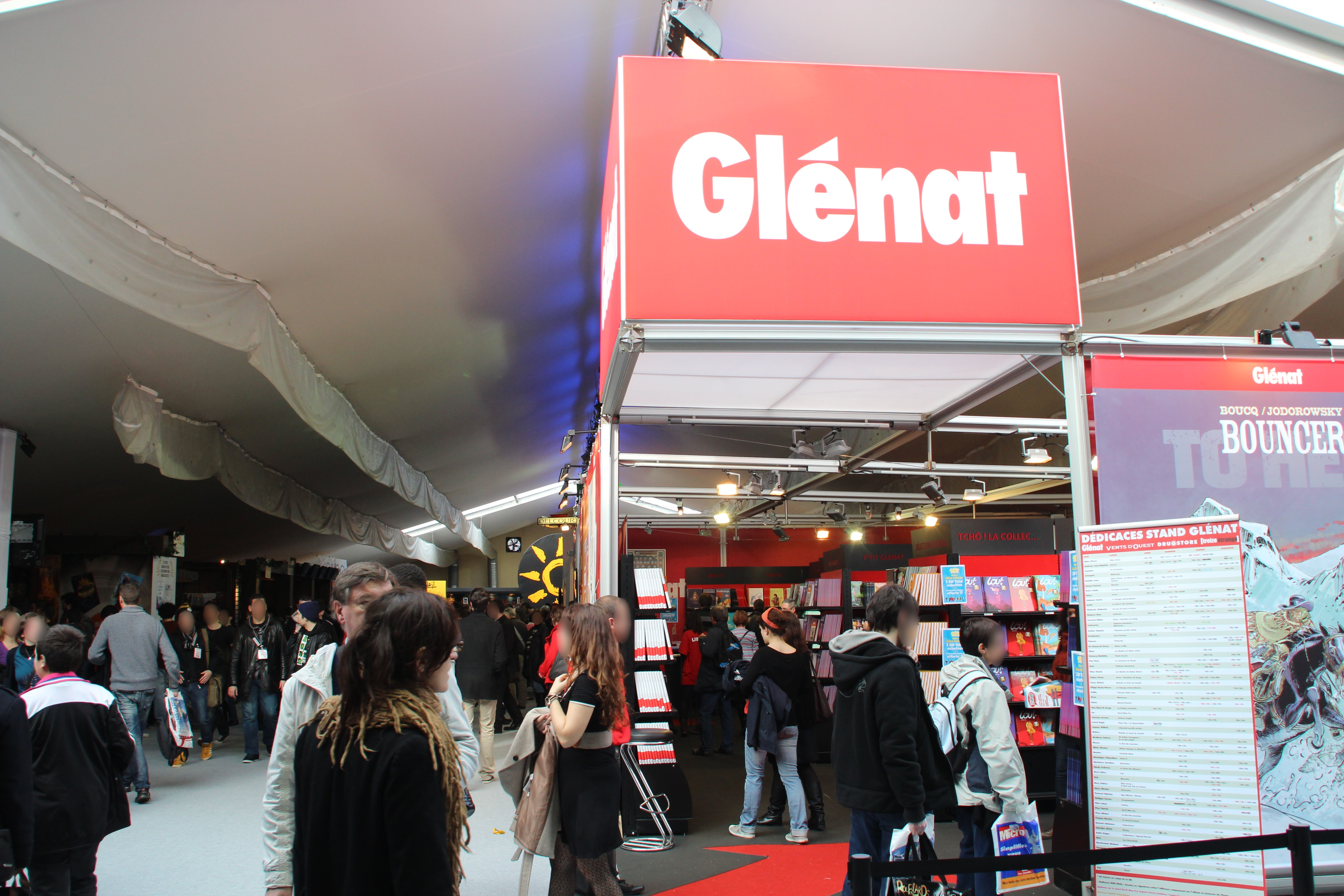
Stand d'éditeur au festival international de la bande dessinée d'Angoulême, en 2013.

La bande dessinée franco-belge est une école de bande dessinée, essentiellement francophone, publiée par des éditeurs français et/ou belges. 
Par extension, l'expression désigne l'ensemble des styles et des contextes éditoriaux communs aux bandes dessinées d'Europe francophone, après la Seconde Guerre mondiale.
Bien que la France et la Belgique aient chacune des auteurs reconnus de bande dessinée auparavant, la bande dessinée désignée sous le terme « belgo-francais » éclot réellement dans l'immédiat après-guerre lorsque des périodiques édités en Belgique, dont les principaux sont Le Journal de Tintin fondé en 1946 par Raymond Leblanc et Le Journal de Spirou, conquièrent le marché français. La concurrence que se livrent ces journaux ainsi que le rythme de parution hebdomadaire va entraîner un bouillonnement créatif et plusieurs auteurs vont émerger à cette période. Les milieux et les marchés de la bande dessinée en France et en Belgique francophone deviennent dès lors indissociables : entre les bandes dessinées françaises, belges et suisses francophones, qui partagent le même contexte artistique et commercial, l'identité nationale est souvent floue. De nombreux auteurs français ou suisses travaillent pour des éditeurs belges, et les auteurs belges sont largement diffusés auprès du public francophone. Les spécialistes situent la fin de l'« âge d'or » de la bande dessinée franco-belge au début des années 1970 avec l'apparition de nouveaux magazines apportant de nouveaux styles graphiques à l'instar de L'Écho des savanes et Métal hurlant.
Plusieurs auteurs de bande dessinée franco-belge ont connu une renommée internationale et, au-delà de leurs spécificités locales, ont influencé des auteurs de divers pays, notamment en Italie, en Espagne, au Japon et en Amérique Latine, principalement en Argentine. La bande dessinée franco-belge a notamment des parentés avec la bande dessinée néerlandophone : de nombreux auteurs francophones sont en effet traduits en Flandre et aux Pays-Bas, tandis que des auteurs flamands et néerlandais publient chez des éditeurs francophones, ou sont influencés par les différentes écoles stylistiques franco-belges.

## Concept de bande dessinée franco-belge
Les prémices sont notables à l'aube de la Seconde Guerre mondiale et le média de référence est le magazine : alors qu'en France et en Belgique, dominent les adaptations de comic strips américains, qui réalisent à travers des périodiques des scores de ventes exceptionnels, certains éditeurs se décident à promouvoir autre chose. C'est par exemple le cas à Paris de la SPE et de Georges Ventillard (qui lance Jeudi en 1931 et Jean-Pierre en 1938), et à Bruxelles, de Jean Dupuis qui lance le Journal de Spirou en 1938.
Même si en partie une certaine esthétique mais surtout un certain formalisme caractérisent la bande dessinée franco-belge, ce nom désigne avant tout un ensemble industriel et commercial qui a deux caractéristiques : la production d'une bande dessinée locale et, du fait d'une communauté de langue, la diffusion de cette bande dessinée dans ces deux pays, que ses éditeurs soient belges ou français. Cette diffusion s'étendra à la Suisse francophone et un peu plus tard au Québec.
Ce n'est qu'après la Seconde Guerre mondiale, avec la réapparition début 1946 du Journal de Spirou, puis la création du Journal de Tintin fin 1946, qu'est située la naissance de la bande dessinée « franco-belge ». Avant-guerre les revues de bande dessinée connaissaient une diffusion nationale et surtout, contenaient majoritairement des productions venant des États-Unis ou d'Italie.
S'il y eut d'autres publications, parfois éphémères, dans le domaine de la bande dessinée franco-belge, les quatre principales revues de ce domaine par leur diffusion et leur empreinte sur la production de bandes dessinées furent les deux hebdomadaires belges Le Journal de Spirou, créé par l'éditeur Dupuis, et Le Journal de Tintin crée par Le Lombard, l'hebdomadaire français Vaillant, créé en 1945, puis à partir de 1959 l'hebdomadaire français Pilote racheté par l'éditeur Dargaud en 1960. Cette situation perdure jusqu'à la fin de la période « classique » de la bande dessinée franco-belge, au début des années 1970.
L'autre périodique destiné à la jeunesse le plus diffusé en France et en Belgique à cette époque, Le Journal de Mickey, n'appartient pas à ce domaine de la bande dessinée franco-belge du fait que, contrairement aux autres revues, il diffuse essentiellement des bandes dessinées produites aux États-Unis ou, pour les productions locales, mettant en scène des personnages principaux créés par la Walt Disney Company, au départ le plus souvent dans des dessins animés.

## Histoire

### Prémices
Dès 1880, le journal Saint-Nicolas propose des histoires en images pour jeunes issus de milieu aisés, dont certaines sont signées par de futurs grands dessinateurs du milieu, et publiera les premières bulles de la BD française avec les aventures de Sam et Sap dessinées par Rose Candide, en 1908.
Puis, en 1881, Hachette réagit en créant Mon Journal, disparu en 1925, et qui publia, en 1887, les premières histoires signées Christophe, malgré ses rares illustrations. Et c'est en 1889, que l'on retrouve ce même auteur dans Le Petit Français illustré d'Armand Colin.
Et, en 1898, les éditeurs Rueff, puis Tallandier, publient l'hebdomadaire dominical L'Illustré national, qui disparaîtra en 1923.
En 1903, l'éditeur Arthème Fayard lance La Jeunesse illustrée qui cessera de paraître en 1936, avec le no 1652, absorbé par Les Belles Images. Ce magazine lancé en 1904 par la même maison, et qui prit fin en 1936 au bout de 1 681 numéros.
En 1905, les éditions Henri Gautier, devenues Gautier-Languereau, présentent La Semaine de Suzette, où débuta la Bretonne Bécassine sous le crayon de Joseph Pinchon, et qui disparaîtra en 1960.
Mais tous ces illustrés ne sont pas aisément accessibles pour les classes populaires, en raison de leurs prix trop élevés, et ce jusqu'à l'arrivée des frères Offenstadt sur le marché de la presse pour jeunes.
En 1903, les frères Charles, Georges, Maurice, Nathan et Villefranche Offenstadt, éditeurs de romans égrillards et de revues militaires, publient L'Illustré, vendu cinq centimes, à l'époque. Le journal devient Le Petit Illustré en 1906, puis disparaît en 1937.
Entraînés par le succès de ce dernier hebdomadaire, les Offenstadt créent plusieurs autres journaux pour la jeunesse, dont le plus connu fut L'Épatant, sorti dès 1908, journal qui proposait, entre autres, les aventures des Pieds Nickelés de Louis Forton, déjà présentes lors du deuxième numéro. Il disparaît lors du no 1621, en 1939, avec le début de la Seconde Guerre mondiale.
Comme le lectorat des jeunes garçons avait plébiscité L'Épatant, les Offenstadt sortent, dès l'année suivante de la création de ce dernier, l'hebdomadaire Fillette, destiné donc aux jeunes filles, qui sortira bientôt deux fois par semaine jusqu'en 1914, et qui disparaîtra une première fois en 1942 pour revenir dès 1946, pour une nouvelle carrière. C'est d'ailleurs dans le premier numéro du journal que paraît pour la première fois la bande dessinée L'Espiègle Lili créée par Jo Valle (scénario) et André Vallet (dessins).
Puis, en 1910, les Offenstadt récidivent en créant le journal L'Intrépide, d'aventures et de voyages, en partie pour contrer le succès du Journal des voyages, ainsi que pour conquérir un nouveau public. En 1937, au bout de 1 400 numéros, le journal change de nom et devient Hardi avant de fusionner avec L'Épatant. Le journal réapparaîtra, après la guerre, édité par la maison italienne de Cino Del Duca.
En 1925, Alain Saint-Ogan crée Zig et Puce pour l'Excelsior. En 1929, en Belgique, dans le journal le Petit Vingtième paraissent Les Aventures de Tintin, le célèbre reporter à la culotte de golf. En 1938, les éditions Dupuis lancent Le journal de Spirou, dont le personnage-titre, créé par Rob-Vel, est bientôt repris par Jijé.

### Années d'après-guerre
Au début de la seconde moitié des années 1940, de nombreux périodiques de bande dessinée pour jeunes voient le jour. En lançant Le Journal de Tintin (en 1946), l'éditeur Raymond Leblanc remporte un grand succès éditorial et contribue à faire de la Belgique le centre de gravité de la bande dessinée francophone. Le journal de Spirou, relancé après la guerre, lui apporte une concurrence sérieuse, ainsi que l'hebdomadaire Bravo !. Le terme de bande dessinée franco-belge prend alors tout son sens, du fait de l'imbrication des univers professionnels de ces deux pays. À la grande époque du Journal de Tintin, des auteurs comme Jacques Martin, Tibet ou Jean Graton, viennent travailler en Belgique et sont, bien que français, associés à la bande dessinée belge. Pilote, publication française viendra progressivement concurrencer ses deux aînés (à partir de 1959) et attirer à son tour chez des éditeurs français des auteurs belges comme, entre autres : Morris, Maurice Tillieux, Hubinon, Jean-Michel Charlier, Mitacq et Greg.
Alors que la bande dessinée francophone belge (bande dessinée wallonne et bruxelloise) accède au marché français dans les années 1950, les auteurs renoncent à tout référent belge trop visible pour proposer à leur lecteur des histoires plus universelles. « Les différentes maisons d'édition wallonnes et bruxelloises imposent aux auteurs dès les années cinquante un standard français pour des raisons commerciales (…) les uniformes et les panneaux de signalisation adoptent des critères hexagonaux… ». Toutes les références à la Belgique disparaissent, par exemple, des rééditions en couleur des premiers albums de Tintin.
Vaillant, devenu ensuite Pif Gadget, diffuse en France une bande dessinée tout aussi populaire, bien que les éditions en albums de ses séries soient plus rares. Ces publications permettent à la bande dessinée de rencontrer le grand public, surtout la jeunesse de cette époque. Jusqu'aux années 1960, la bande dessinée restera pour beaucoup associée à un public jeune ou enfantin et sera l'objet de peu d'études sérieuses. Cependant, cette jeunesse bercée par la bande dessinée sera celle qui fera évoluer la bande dessinée franco-belge vers des récits plus adultes en même temps que cette génération avança elle-même dans les âges.
Parmi les dates importantes, les professionnels s'accordent à dire qu'il y a un avant et un après Pilote. Astérix, notamment, est considéré à bien des égards comme ayant provoqué un intérêt du grand public pour la bande dessinée en France et en Belgique francophone.
Plusieurs grandes séries prennent alors toute leur ampleur à partir des années 1950-60 : Les Pieds Nickelés créés par Forton et repris par Pellos ; Tintin de Hergé ; Blake et Mortimer de Jacobs ; Astérix de Goscinny et Uderzo ; Spirou et Fantasio créé par Rob-Vel et repris par Jijé puis Franquin ; Modeste et Pompon et Gaston Lagaffe d'André Franquin ; Les Schtroumpfs de Peyo ; Lucky Luke de Morris ; Félix puis Gil Jourdan de Tillieux ; Achille Talon de Greg ; Blueberry de Charlier et Giraud ; Michel Vaillant de Jean Graton ; Buck Danny de Charlier et Hubinon.

### Années 1970 et 1980
Les années 1970 sont, en bande dessinée, le temps de la découverte et de l'exploration de nouveaux styles graphiques et narratifs. Quelques éditeurs d'aujourd'hui continuent par ailleurs de vivre sur ces acquis, comme Les Humanoïdes associés (créé par des auteurs de bande dessinée, à la fin des années 1970). Leur catalogue actuel reste fort influencé par des auteurs de ces années (Jodorowsky, Moebius pour ne citer qu'eux).
Les magazines emblématiques de cette époque sont Métal hurlant (Les Humanos) ou encore (À suivre) des éditions Casterman.
Les nouveaux styles de ces années là définissent pour certains éditeurs leur ligne éditoriale.
Les éditeurs de bande dessinée ont d'ailleurs pour la plupart une ligne éditoriale ou plusieurs. Cela signifie que les directeurs de collection définissent le style de dessin et le genre d'histoire qu'ils souhaitent publier, et cela à travers différentes collections.
Les années 1970 voient l'apparition des premières héroïnes dans la foulée de l'érotique Barbarella avec les séries Natacha de François Walthéry, Yoko Tsuno de Roger Leloup et Valérian et Laureline de Pierre Christin et Jean-Claude Mézières.
Les années 1980 voient l'apparition de nouveaux éditeurs, futurs grands de l'édition dont notamment : Soleil Productions, éditeur toulonnais qui a connu un fort succès avec l'univers du Monde de Troy et Delcourt lancé par Guy Delcourt en 1986.
Certains éditeurs ont des lignes éditoriales très larges, de multiples collections, s'autorisant tous les genres et toutes les expériences alors que d'autres éditeurs ont des lignes beaucoup plus ciblées, et souvent basées sur une série à gros succès.
Pour schématiser, la ligne éditoriale basée sur le fantastique et l'aventure : Soleil : fantasy (axée sur le succès de la série Lanfeust de Troy et son univers), aventure, science-fiction ; Delcourt : science-fiction (collection « Neopolis » ), fantasy (collection « Terres de Légendes ») ; Les Humanoïdes associés : science-fiction (axée sur l'univers de l'Incal), fantasy. Quant à celle basée 
sur l'humour :  Dupuis : axée essentiellement sur l'héritage de grandes séries à succès (Spirou et Le Petit Spirou, les Schtroumpfs, Gaston Lagaffe, etc) et grâce au succès de Titeuf : Glénat qui développe également le genre policier.
Parfois les dessins animés sont aussi utilisés pour créer des bandes dessinées. Pour cela, on utilise des images extraites du dessin animé que l’on met en page, et sur lesquelles on ajoute le dialogue. Mais cela reste une pratique encore assez rare en bande dessinée franco-belge. Parallèlement aux bandes dessinées, on peut trouver des recueils d'illustrations, en général en couleur, d'images originales, qui incluent parfois des histoires courtes. On parle alors d'artbook par analogie avec ce qui se fait aux États-Unis.

### Années 1990: bande dessinée alternative et mangas
Au début des années 1990 apparaissent de nombreuses petites structures qui, sur le modèle de Futuropolis, Magic Strip, et de l'underground américain, passent outre aux contraintes habituelles de format, de pagination, de colorisation (déjà mises à mal par les albums issus d'(À suivre) pour laisser la première place aux œuvres. Se réclamant de la littérature notamment L'Association, Cornélius, des arts plastiques : Amok, Fréon), de l'underground (Les Requins Marteaux), elles diversifient grandement un paysage francophone dominé par la bande dessinée de genre. Au-delà du renouveau formel, la bande dessinée assiste à un renouveau thématique : la bande dessinée autobiographique connaît ses premières œuvres majeures, la bande dessinée de la vie quotidienne devient un genre à part entière, les adaptations littéraires se multiplient. Les succès d'auteurs tels que Lewis Trondheim, Joann Sfar, Marjane Satrapi ou encore Manu Larcenet permettent à la bande dessinée d'accéder plus facilement à la presse culturelle parisienne. On évoque de nouveau une « nouvelle bande dessinée ».
Parallèlement à cela, de nombreux éditeurs s'intéressant à la bande dessinée de genre voient le jour ou se développent dans les années 1990 : Clair de Lune, Akileos, Emmanuel Proust éditions, Joker éditions, et surtout Soleil, qui connaît un très fort développement dès le début des années 1990 grâce au succès de Lanfeust de Troy, deuxième grand succès de la bande dessinée d'heroic fantasy française après La Quête de l'oiseau du temps. Chez les grands éditeurs, la politique de genre continue elle aussi à récolter les succès, avec des séries comme Largo Winch ou Titeuf.

### Années 2000: accentuation des tendances et internet
À partir du début des années 2000, à la suite des succès des éditeurs « indépendants » (L'Association, Cornélius, etc.), les grands éditeurs diversifient leurs politiques éditoriales en créant de nombreuses collections aux formats et paginations plus originales que le traditionnel « 44 pages couleurs », valorisant les auteurs lancés par ces petits éditeurs, ou des auteurs qui s'en inspirent, telles que « Écritures », « Carrément BD », etc.. D'autres, en gardant un format traditionnel, donnent à ces jeunes auteurs l'opportunité de bousculer les traditions, comme « Poisson pilote ». Bien que de nombreux grands éditeurs aient déjà tenté de telles créations auparavant (tel Dargaud et ses « romans BD » au début des années 1990), l'aspect massif de cette évolution fait dire à de nombreux petits éditeurs, derrière Jean-Christophe Menu, qu'il y a là une entreprise de récupération mercantile d'audaces dues à d'autres.
Le classique 46 planches de bande dessinée est omniprésent depuis de nombreuses années, mais beaucoup d'éditeurs tentent, souvent dans des collections particulières, d'utiliser d'autres paginations (collection « Cosmo » chez Dargaud (2005) par exemple). Certains éditeurs comme L'Association ont été créés entre autres dans le but de casser certains codes de la bande dessinée franco-belge comme le nombre de pages formaté. Ce nombre de pages imposé amène les auteurs à rationaliser au maximum le message qu'ils veulent faire passer et le découper sur plusieurs volumes. À l'opposé, d'autres types de bande dessinée comme le manga jouent sur l'aspect feuilletonnesque car le mode de production est frénétique avec une vingtaine de planches à livrer par semaine à son éditeur. Mais les auteurs laissent plus souvent place aux silences ou aux plans de décors, là où le franco-belge se concentre plus sur les personnages et l'action. On rapproche plus souvent le manga du cinéma alors que la bande dessinée franco-belge est plus assimilée à la littérature.
De plus en plus d'auteurs et d'éditeurs se libèrent de la contrainte 46 planches et tendent à absorber les usages d'autres courants de bande dessinée dans le monde. Il existe même des BD franco-belge dont le nombre de pages avoisine les 150 ou 200 pages, mais sont souvent en noir et blanc (avec ou sans couleurs grises, avec ou sans tramage).
Le portail Lapin est l'un des sites les plus connus de bande dessinée en ligne francophone. Le portail héberge un grand nombre de comic strips dont la bande dessinée éponyme (Lapin), mais aussi Les philosophes ou des traductions françaises de webcomics anglophones (Red Meat, Ninja blanc…) Une maison d'édition a été créée en 2005 pour publier certaines de ces bandes dessinées.

### Bande dessinée franco-belge dans le monde
Parmi les auteurs français et belges connus et reconnus dans le monde : citons par exemple : Hergé ; René Goscinny ; Albert Uderzo ;
Jean Giraud ; Morris ; Edgar P. Jacobs ; Peyo ; Pierre Christin et Jacques Tardi.

## Économie de la bande-dessinée franco-belge
D'après Edouard Pflimlin dans Le Monde, les ventes de bandes dessinées ont progressé de 20 % entre 2008 et 2018. Le chiffre d'affaires du secteur représente 500 millions d'euros. 53 % des lecteurs sont des femmes.

## Principaux éditeurs
Trois catégories d'éditeurs pourraient être distinguées : à commencer par les quatre grands éditeurs historiques, ceux qui ont publié toutes les séries qui ont fait la réputation de la bande dessinée franco-belge et qui ont été amenés à se renouveler sous la pression des nouveaux éditeurs : Casterman ; Dargaud ; Dupuis et Le Lombard, ensuite les quatre grands nouveaux éditeurs, ceux qui ont amené un certain renouvellement à partir des années 1980-1990 sous l'influence des mangas et des comics avec Delcourt ; Glénat ; Soleil Productions et Vents d'Ouest.
Dès le tournant des années 2000, les autres éditeurs, qui cherchent à faire concurrence aux précédents ou au contraire qui s'orientent délibérément vers des productions moins « grand public » (BD d'auteur), en s'attachant par exemple à faire connaître des auteurs encore méconnus : Akileos ; L'Association ; Bamboo Édition et Futuropolis...

## Petits éditeurs belges
Citons notamment BD Must, Éditions de l'Élan, Noir Dessin Production, Point Image, Khâni, Hibou, Loup, La Vache qui Médite, Christian Mathoul comme éditeurs en activité parmi d'autres.
De par leur taille, de nombreux éditeurs n'ont pu faire face aux problèmes soit économiques, financiers ou simplement de distribution et parmi ceux-ci : Éditions Michel Deligne, Pepperland, Chlorophylle, Éditions Jonas, Serge Algoet, Distri-BD,  Éditions du Miroir, Jean-Paul Thaulez Éditions. 

## Principales revues de bande dessinée franco-belge
Les revues de bande dessinée sont généralement destinées à un public ou à une catégorie d'âge, mais elles sont le plus souvent éditées par une maison d'édition pour prépublier leurs séries : Spirou ; Pif Gadget ; Fluide glacial. 
De nombreux titres de presse ont disparu : Le Journal de Tintin ; Pilote ; (À suivre) ; 
Lanfeust Mag ; Psikopat ; L'Écho des savanes ; Circus ; Vécu ; Charlie Mensuel ; L'Immanquable et Tchô !.   
Ces mêmes maisons d'éditions publient pour certaines des journaux mensuels ou hebdomadaire présentant une "avant première", les quelques premières pages, de leurs nouveautés. Il ne s'agit pas ici de prépublication.
- Suprême dimension (Soleil Productions) (disparu)
- Pavillon Rouge (Delcourt) (disparu)

Enfin, les magazines rédactionnels d'information, de critiques, d'enquêtes, d'interviews sur la BD : Il s'agit de magazines édités indépendamment, ou par des groupes de presse n'ayant aucun lien avec les éditeurs : dBD ; Casemate. Pour les magazines en ligne : Zoo (magazine gratuit tiré à 100 000 ex.) et BoDoï, Bédéka a disparu.

## Festivals de bande dessinée franco-belge
En Belgique et en France, de nombreux festivals de bande dessinée existent depuis maintenant une vingtaine d'années. Ces festivals permettent aux différents publics (simples curieux ou fans de BD franco-belge, manga ou comics) de se rencontrer ou de rencontrer des auteurs et des professionnels du marché dont les maisons d'édition. Durant ces festivals, il est possible de discuter avec des auteurs, d'avoir des dédicaces. Les festivals les plus importants proposent même des ventes de livres (neuf ou occasion), quelquefois des projections, des spectacles alliant musique et image, des démonstrations de dessinateur, des conférences sur un sujet touchant à la bande dessinée avec quelques auteurs établis, une réalisation de BD en direct par plusieurs auteurs, des jeux, des spectacles de cosplay, etc. et souvent complétés par un forum où se côtoient professionnels (magasins de livres et autres produits).
On compte parmi les festivals les plus connus en France :
- Le festival international de la bande dessinée d'Angoulême ;
- Quai des Bulles ;
- bd BOUM ;
- Festival international de la bande dessinée de Chambéry ;
- BD à Bastia.

En Belgique, on peut citer :
- BD Comic Strip Festival ;
- Festival de BD de Durbuy ;
- Stripfestival Middelkerke.

En Suisse, il y a le Festival international de bande dessinée de Lausanne et au Luxembourg le festival de Contern.

#### Livres
: document utilisé comme source pour la rédaction de cet article.
- Jean Van Hamme, Introduction à la bande dessinée belge, Bruxelles, Bibliothèque royale de Belgique, 1968, 80 p., ill. ; 26 cm (lire en ligne), p. 45[catalogue] publié à l'occasion de l'exposition La bande dessinée en Belgique, Bibliothèque Albert Ier, [Bruxelles], du 29 juin au 25 août 1968
- Claude Moliterni (dir.), Histoire de la bande dessinée d'expression français, Ivry, Éditions S.E.R.G., coll. « Phénix » (no 1), 1972, 135 p. (OCLC 395437449).
- Luc Courtois, Du régional à l'universel. : L'imaginaire wallon dans la bande dessinée., Louvain-la-Neuve, Fondation wallonne Pierre-Marie et Jean-François Humblet, 1999, 310 p. (ISBN 978-2-9600072-3-7 et 2960007239, OCLC 1075833932) lire sur Google Livres
- Jacques Fiérain, La BD à Bruxelles et en Brabant, Charleroi, Éd. l'Âge d'or, avril 2003, 144 p., ill. ; 31 cm (ISBN 9782960119664 et 2960119665, OCLC 470388171, présentation en ligne)
- Jacques Fiérain, La BD dans les provinces de Liège, Namur et Luxembourg, Charleroi, Éd. l'Âge d'or, 2004, 112 p., ill. ; 31 cm (ISBN 9782960019698, OCLC 470388297, présentation en ligne)
- Jean-Christophe Menu, Plates-bandes, Paris, L'Association, coll. « Éprouvette », 2005, 2e éd., 76 p. (ISBN 2-84414-164-1).
- Jacques Fiérain, La BD dans la province du Hainaut, Charleroi, Éd. l'Âge d'or, septembre 2006, 96 p., ill. ; 31 cm (ISBN 9782960046458 et 2960046455, OCLC 469651838, présentation en ligne)
- Frans Lambeau, Dictionnaire illustré de la bande dessinée belge : de la libération aux fifties (1945-1950), Liège, Les Éditions de la Province de Liège, 2016, 327 p., ill. ; 27 cm (ISBN 9782390100294 et 2390100295, OCLC 949771202, présentation en ligne)
- Sylvain Lesage, Publier la bande dessinée : les éditeurs franco-belges et l'album, 1950-1990, Lyon, Presses de l'ENSSIB, coll. « Papiers : essai », 2018, 424 p. (ISBN 979-10-91281-90-4, présentation en ligne, lire en ligne).
- Jessica Kohn, Dessiner des petits Mickeys : une histoire sociale de la bande dessinée en France et en Belgique (1945-1968), Paris, Éditions de la Sorbonne, coll. « Histoire contemporaine », 2022, 318 p. (ISBN 979-10-351-0797-0).

### À voir aussi
- Centre belge de la bande dessinée
- Parcours BD de Bruxelles
- (en) Lambiek